# Rainer Schönfelder
Rainer Schönfelder (n. 13 iunie 1977, Wolfsberg, Carintia, Austria) este un schior alpin ce a reprezentat Austria, medaliat olimpic. A participat la 2 ediții ale Jocurilor Olimpice (2002, 2006) în care a câștigat două medalii de bronz.